# Apsil flavipalpis
Apsil flavipalpis är en tvåvingeart som beskrevs av Malloch 1934. Apsil flavipalpis ingår i släktet Apsil och familjen husflugor. Inga underarter finns listade i Catalogue of Life.